# بیمارستان حاج حیدر
بیمارستان حاج محمود حاج حیدر بیمارستانی آموزشی درمانی واقع در شهر لامرد، استان فارس وابسته به دانشگاه علوم پزشکی شیراز با ظرفیت ۱۶۴ تخت فعال است.
بخش‌های موجود در این بیمارستان عبارتند از: جراحی زنان، جراحی مردان، CCU، اطفال، NICU، داخلی زنان، داخلی مردان، ICU، اتفاقات، اورژانس و زایشگاه.

## پیشینه
عملیات ساخت این بیمارستان با همکاری «حاج محمود حاج حیدر» از خیرین حوزه سلامت در زمینی به مساحت ۵ هکتار با زیربنای ۱۱ هزارمتر مربع در دو طبقه در سال ۱۳۹۱ آغاز شد و در سال ۱۳۹۹ به بهره‌برداری رسید.
این بیمارستان جایگزین بیمارستان حضرت ولی‌عصر است که در سال ۱۳۷۴ شمسی تأسیس گردید.

## سامانه نوبت دهی الکترونیک
سایت نوبت دهی https://nobat.sums.ac.ir/tcs